# 坂本嘉治馬
坂本 嘉治馬（さかもと かじま、慶応2年3月11日（1866年4月25日） - 昭和13年（1938年）8月23日）は、日本の実業家。明治、大正期を代表する出版社、冨山房を神田神保町に設立した。土佐国（高知県）宿毛村出身。

## 略歴
1866年、土佐国（高知県）宿毛村坂ノ下で生まれる。1884年に酒井融をたよって上京、同郷の小野梓が経営する東洋館に勤務する。1886年、東洋館が終焉をむかえたため、小野の義兄小野義眞の援助を受け冨山房を設立。1900年、吉田東伍『大日本地名辞書』の刊行を開始。1915年、上田萬年、松井簡治『大日本国語辞典』の刊行を開始。1920年、内外印刷株式会社を設立。1929年、出身地に私立坂本図書館（現：宿毛市立坂本図書館）を設立。1932年、大槻文彦『大言海』の刊行を開始。
1936年、緑綬褒章受章。1937年、財団法人坂本報效会を設立。1938年、逝去。

## 著作
- 坂本嘉治馬編 編『初等代数学新書』冨山房〈普通学全書 第14篇〉、1891年8月。全国書誌番号:40052292。
- 坂本嘉治馬編 編『世界近世地図』冨山房、1895年2月。全国書誌番号:40010967。
- 坂本嘉治馬編 編『日本新地図』冨山房〈普通学全書 第23篇〉、1892年8月。
  - 坂本嘉治馬編 編『日本新地図』（訂正増補9版）冨山房〈普通学全書 第23篇〉、1895年9月。全国書誌番号:40011055。
- 坂本守正編 編『坂本嘉治馬自伝』冨山房、1939年8月。 NCID BN0858173X。全国書誌番号:46054627 全国書誌番号:50007168。